# Mircea-Titus Dobre
Mircea-Titus Dobre (ur. 20 grudnia 1978 w Konstancy) – rumuński polityk i menedżer, deputowany, w latach 2017–2018 minister turystyki.

## Życiorys
W latach 1997–2001 studiował ekonomię na Universitatea Spiru Haret București. Kształcił się też na kursie z języków obcych na Université Strasbourg II, a także z zakresu zarządzania w polityce w Institutul Social Democrat „Ovidiu Șincai” w Bukareszcie. Pracował jako dyrektor ds. jakości i marketingu w prywatnym przedsiębiorstwie.
Związał się z Partią Socjaldemokratyczną. W 2012 i 2016 wybierano go do Izby Deputowanych. 4 stycznia 2017 powołany na reaktywowane stanowisko ministra turystyki w rządzie Sorina Grindeanu, zachował je także w powołanym 29 czerwca 2017 gabinecie Mihaia Tudosego. Zakończył pełnienie tej funkcji w styczniu 2018. W maju tegoż roku przeszedł do ugrupowania PRO Rumunia.
Żonaty, ma jedno dziecko.